# 조너선 리섬
조너선 앨런 리섬(영어: Jonathan Allen Lethem, 1964년 2월 19일 ~ )은 미국의 SF 소설가이다. 데뷔작인 장편소설 《총, 그리고 행사 음악》이 로커스상을 수상하고 네뷸러상 후보에 올라 유명해졌다. 이후 《고독의 요새》, 《머더리스 브루클린》 등의 베스트셀러를 냈다. 뉴스위크 선정 '21세기를 이끌 100인'에 소설가로서는 유일하게 지목되었다.

## 저작
| 연도 | 제목                         | 원제                            | 비고 |
| ---- | ---------------------------- | ------------------------------- | ---- |
| 1994 | 총, 그리고 행사음악          | Gun, with Occasional Music      |      |
| 1995 | 불면의 달                    | Amnesia Moon                    |      |
| 1997 | 그녀가 탁자를 넘어갈 때      | As She Climbed Across the Table |      |
| 1998 | 초상화의 소녀                | Girl in Landscape               | 폭   |
| 1999 | 머더리스 브루클린            | Motherless Brooklyn             |      |
| 2003 | 고독의 요새                  | The Fortress of Solitude        |      |
| 2007 | 당신은 아직 날 사랑하지 않아 | You Don't Love Me Yet           |      |
| 2009 | 만성 도시                    | Chronic City                    |      |
| 2013 | 반정원                       | Dissident Gardens               |      |
| 2016 | 도박사의 해부학              | A Gambler's Anatomy             |      |

### 단편소설
- 마을에 들어갔다 다시 나오는 방법 (《종말 문학 걸작선》 수록)
- 퍼쿠스 투스 (《타인들의 책》 수록)